# Once Sent from the Golden Hall
Once Sent from the Golden Hall – pierwszy studyjny album szwedzkiej grupy wykonującej melodic death metal, Amon Amarth, został wydany 12 lutego 1998 roku przez wytwórnię płytową Metal Blade.

## Lista Utworów
Opracowano na podstawie materiału źródłowego.
1. "Ride for Vengeance" – 4:28
2. "The Dragons' Flight Across the Waves" – 4:34
3. "Without Fear" – 4:50
4. "Victorious March" – 7:57
5. "Friends of the Suncross" – 4:43
6. "Abandoned" – 6:01
7. "Amon Amarth" – 8:06
8. "Once Sent from the Golden Hall" – 4:12

## Twórcy
Opracowano na podstawie materiału źródłowego.
- Johan Hegg − śpiew
- Olavi Mikkonen − gitara
- Anders Hansson − gitara
- Ted Lundström − gitara basowa
- Martin Lopez − perkusja